# Sebastian Barry
Sebastian Barry (Dublín, 5 de julio de 1955) es un dramaturgo, novelista y poeta irlandés, considerado como uno de los principales escritores contemporáneos de su país. Barry comenzó su carrera literaria principalmente como poeta, para después empezar a escribir obras teatrales y novelas. Ha sido nominado tres veces para el Man Booker Prize y el único en ganar el Premio Costa Book de novela en dos ocasiones, en 2008 y 2017.

## Biografía
Hijo de la actriz irlandesa Joan O'Hara (fallecida en 2007), estudió en el Catholic University School y se licenció en inglés y latín por el Trinity College (Dublín). Vive en el condado de Wicklow con su mujer, Alison Deegan, actriz y guionista, y sus tres hijos: Coral, Merlín y Toby.

## Obra
Barry empezó su carrera literaria con la publicación de la novela Macker's Garden en 1982, que fue seguida de varios libros de poesía; su segunda novela salió cinco años más tarde, The Engine of Owl-Light, y en 1988 dio comienzo su carrera como dramatrugo con Boss Grady's Boys, estrenada en el Abbey Theatre.
La mayoría de su obra teatral y literaria se centra en estudios sociales y psicológicos ficcionalizados de miembros reales de su familia en la Irlanda de la primera mitad del siglo XX, como El caballero provisional (2014), novela sobre un tío abuelo suyo que fue reclutado temporalmente como oficial del ejército británico; o Días sin final (2016), libro inspirado en las experiencias homosexuales de su hijo Toby. 
El protagonista de su obra de teatro más conocida, The Steward of Christendom (1995), fue su tatarabuelo materno, James Dunne, Thomas en esta pieza que ganó el Christopher Ewart-Biggs Memorial Prize. James fue el superintendente jefe de la policía de Dublín entre 1913 y 1922, responsable de la seguridad británica alrededor del castillo de Dublín hasta la instauración del Estado Libre Irlandés el 16 de enero de 1922. La obra explora la tensión interna de Dunne entre mantenerse leal a los británicos o pasar a apoyar al nuevo país. La temática de la dislocación física y psicológica en el seno del lealismo irlandés a comienzos del siglo XX también la explora en la novela Los paraderos de Eneas McNulty (1998), en la que un joven irlandés se ve forzado por sus propios amigos a emigrar de Irlanda tras la Guerra de Independencia. 
Su novela Más y más lejos —que incide en las lealtades encontradas de los reclutas irlandeses siguiendo el Alzamiento de Pascua de 1916— fue nominada al prestigioso Man Booker Prize y seleccionada por Dublín como su One City One Book (Una ciudad, un libro) del año (evento en el que todos los habitantes de la ciudad son invitados a leer la obra premiada). La novela cuenta la historia de Willie Dunne, hijo de James Dunne, que luchó como recluta británico durante la Primera Guerra Mundial. 
En el lado de Canaán aborda la vida de su tía-abuela Lily Bere, hermana de Willie Dunne e hija de James Dunne, que fue obligada a emigrar a Estados Unidos. Nominada al Man Booker de 2011, la novela ganó al año siguiente el Walter Scott Prize. Días sin final cuenta la historia de un oficial del ejército yankee durante la Guerra de Secesión, que cae enamorado de un compañero de filas, por el que se traviste y con el que se acaba casando; la mayor parte de las vivencias homosexuales contadas en la novela están basadas en las del hijo de Barry, Toby. 

## Obras

### Poesía
- The Water Colourist (1983)
- The Rhetorical Town (1985)

### Ficción
- Mackers Garden (1982)
- The Engine of Owl-Light (1987)
- The Whereabouts of Eneas McNulty (1998) — Los paraderos de Eneas McNulty, trad.:  Alejandro Pérez Viza; Lumen, 2001
- Annie Dunne (2002)
- A Long Long Way (2005) — Más y más lejos, trad.: María Candelaria Posada, La Otra Orilla, 2008
- The Secret Scripture (2008) — La escritura secreta, trad.: Carol Isern; La Otra Orilla, 2009
- On Canaan's Side (2011) — En el lado de Canaán, trad.: Laura Vidal, Alba Editorial, 2016
- The Temporary Gentleman (2014) — El caballero provisional, trad.: Laura Vidal, Alba Editorial, 2016
- Days Without End (2016) — Días sin final, trad.: Susana de la Higuera Glynne-Jones; AdN, Madrid, 2018

### Teatro
- The Pentagonal Dream (1986)
- Boss Grady's Boys (1988)
- Prayers of Sherkin (1990)
- White Woman Street (1992)
- The Only True HIstory of Lizzie Finn (1995)
- The Steward of Christendom (1995)
- Our Lady of Sligo (1998)
- Hinterland (2002)
- Whistling Psyche (2004)
- Fred and Jane (2004)
- The Pride of Parnell Street (2008)
- Dallas Sweetman (2008)
- Tales of Ballycumber (2009)
- Andersen's English (2010)